# أنطيوخوس الخامس
أنطوخيوس الخامس (172 ق.م - 161 ق.م) (باليونانية القديمة: Αντίοχος Ε' Ευπάτωρ) وملك الدولة السلوقية وابن انطوخيوس الرابع حكم من (163 ق.م - 161 ق.م).
خلف والده بعد موته في بلاد فارس وكان يبلغ فقط 9 سنوات وكان ديميتريوس الأول (المخلص) ابن سلوقس الرابع لا يزال كرهينة في روما حيث رات روما أن تحكم سوريا بصبي عمره 9 سنوات أفضل من شخص عمره 22 سنة مثل ديمتريوس.
و لكن ديمتريوس هرب وعاد ليستلم العرش ويعدم كل من انطوخيوس الخامس والوصي على العرش ليسياس.